# Krwotok

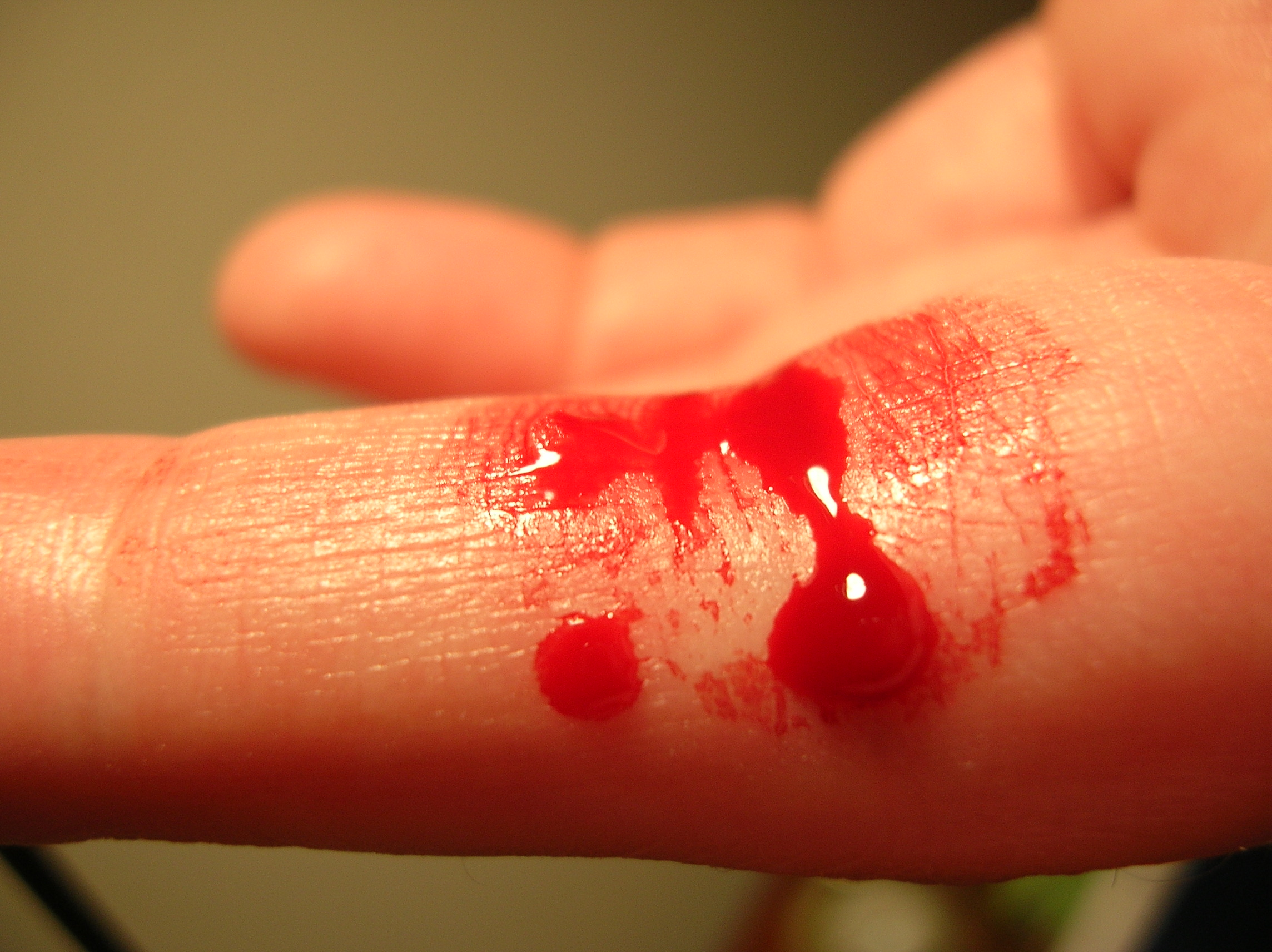
Krwawienie z palca

Krwotok (łac. haemorrhagia) – silne krwawienie,  gwałtowna utrata krwi w jej pełnym składzie na skutek choroby (na przykład gorączki krwotocznej) lub urazu naczyń krwionośnych. 
Krwotok może być zewnętrzny, spowodowany raną otwartą lub wewnętrzny, kiedy krew nie znajduje ujścia poza organizm. Przykładem krwotoku wewnętrznego jest wylew krwi do mózgu. Wyróżnia się także krwotoki mieszane, kiedy źródło krwotoku znajduje się wewnątrz organizmu, a krew wypływa na zewnątrz, np. krwotok z nosa.
Groźne dla życia krwotoki mogą wystąpić w przebiegu chorób takich jak: gruźlica płuc, nowotwór, żylaki przełyku, choroba wrzodowa żołądka i dwunastnicy czy hemofilia. Krwotoki, które pociągają za sobą szybką utratę znacznej ilości krwi, mogą doprowadzić do wstrząsu krwotocznego, a nawet śmierci.

## Podział
Krwotoki dzieli się na:
- sercowe – powstający wskutek urazu (rana kłuta), pęknięcie blizny pozawałowej (zwłaszcza w stadium organizacji zawału),
- aortalne – spowodowany urazem, tętniakiem aorty,
- włośniczkowe – powierzchowny, punktowy, widoczny na skórze lub błonach śluzowych,
- żylne – jeśli uszkodzona zostaje żyła, wypływająca krew ma barwę ciemnoczerwoną, płynie wolno, jednostajnie,
- tętnicze – jeśli uszkodzona zostaje tętnica, krew barwy jasnoczerwonej wypływa pulsującym strumieniem,
- miąższowy – krwotok ten zazwyczaj następuje wskutek uszkodzenia narządu i wynaczynienia krwi z drobnych naczyń.

## Klasyfikacja utraty krwi
Według ATLS (Advanced Trauma Life Support), krwotoki dzieli się na 4 stopnie, w zależności od ilości utraconej krwi.
- I stopień – utrata do 15% krwi krążącej. Zazwyczaj tracąc do 15% nie obserwuje się zmian w funkcjonowaniu organizmu. Nie jest potrzebne uzupełnianie utraconej krwi płynami.
- II stopień – utrata  od 15 do 30% krwi krążącej. U pacjenta można zaobserwować tachykardię oraz niewielką różnice między wartościami ciśnienia skurczowego i rozkurczowego krwi. Mechanizmem obronnym przed niedokrwieniem głównych narządów jest skurcz naczyń na obwodzie (wazokonstrykcja), co objawia się spadkiem temperatury i bladością powłok skórnych. Mogą się pojawić niewielkie zmiany w zachowaniu pacjenta. Utraconą krew uzupełnia się krystaloidami.
- III stopień – utrata od 30 do 40% krwi krążącej. Obserwuje się spadek ciśnienia krwi, tachykardię, zmniejszenie się nawrotu kapilarnego, pogorszenie się stanu psychicznego pacjenta. Utraconą krew uzupełnia się krystaloidami, koloidami oraz toczy się krew i preparaty krwiopochodne.
- IV stopień – utrata krwi krążącej powyżej 40%. Przy tak dużej utracie krwi organizm jest na skraju wydolności, jeśli nie zostaną szybko podjęte środki zapobiegające dalszej utracie krwi oraz natychmiastowe uzupełnienie objętości krwi krążącej, może dojść w krótkim czasie do śmierci pacjenta.

### Objawy krwotoku
- bladość skóry
- ogólne osłabienie
- przyspieszone i ledwo wyczuwalne tętno (tętno nitkowate)
- znaczne obniżenie ciśnienia krwi
- mroczki przed oczami
- niepokój
- szum w uszach
- zimny pot
- w części przypadków utrata przytomności
- omdlenie

### Postępowanie ratownicze przy krwotoku zewnętrznym
1. podniesienie zranionej kończyny w górę
2. ucisk ręczny przez jałowy materiał
3. założenie opatrunku uciskowego[a]
4. unieruchomienie kończyny

### Łacińskie nazewnictwo krwotoków
- haemoptysis – krwawienie z dróg oddechowych z odkaszliwaniem krwi (krwioplucie)
- haematemesis –  wymioty krwawe
- haematochezia – krwawienie z odbytu i prostnicy
- melena – czarna zmieniona krew w stolcu. Spowodowane to jest krwawieniem w górnym odcinku przewodu pokarmowego. Krew w żołądku styka się z kwasem solnym (powstaje hematyna), co zmienia kolor krwi.
- haematuria – krew w moczu
- metrorrhagia – nieprawidłowe krwawienie z macicy, niezwiązane z cyklem miesiączkowym (w przeciwieństwie do krwawienia miesięcznego (menorrhagia)
- haemoperitoneum, inaczej haemascos – krwotok w jamie otrzewnej
- haemarthros – krwotok do jamy stawowej
- haematoma – krwiak
- hyphaema – krwotok do komory przedniej oka
- epistaxis – krwawienie z nosa
- cephalhaematoma – inaczej wybroczyna nagłowna, jest to rodzaj krwotoku do układu kostnego, a dokładnie do kości czaszki. Tworzący go guz ma napiętą strukturę i ograniczony jest do jednej kości.